# Неелектролит
Неелектролити са вещества със слабо полярна или неполярна ковалентна химична връзка в молекулите си, които във воден разтвор не се дисоциират на йони и разредените им разтвори се подчиняват на законите на Раул, Бекман и Вант Хоф. Не провеждат ел. ток. Неелектролити са захар, спирт, бензен, хлор, сяра, кислород и др.